# Хорошёво (Москва)
Хорошёво — бывшее подмосковное село.
Впервые упомянуто в 1572 году. В 1960 году вошло в состав Москвы. Сейчас территория села входит в состав района Хорошёво-Мнёвники.

## Население
Динамика населения села Хорошёво:
| Год     | 1852 | 1859:14 | 1884 | 1890:38 | 1897:119 | 1926:388 |
| ------- | ---- | ------- | ---- | ------- | -------- | -------- |
| Жителей | 226  | 246     | 253  | 344     | 852      | 1484     |
| Мужчин  |      | 120     | 128  |         | 409      | 728      |
| Женщин  |      | 126     | 125  |         | 443      | 756      |
| Дворов  | 35   | 41      | 55   |         |          |          |

## История
Хорошёво впервые упомянуто в 1572 году, однако известно, что ещё до 1389 года эта местность принадлежала Дмитрию Донскому. В конце XV века в Хорошёве организован государём Руси Иваном III первый конный завод (кобылья конюшня) в России — «Хорошёвский». Ему были отведены угодья в излучине Москвы-реки. В конце XVI века усадьба Хорошёво принадлежала Борису Годунову. Там он принимал иностранных гостей. Голландский путешественник Исаак Масса, бывший в Москве в 1601—1609 годах, в книге «Краткое известие о Московии» писал, что среди всех домов Бориса Годунова был один «весьма красивый, на расстоянии мили от Москвы, называвшийся Хорошёво, что значит красивый. И был он построен на горе у реки Москвы; здесь он часто веселился, нередко приглашая к себе иноземных докторов и других подобных людей, превосходно угощая их и дружески обходился с ними, нисколько не умаляя своего достоинства». При Борисе Годунове в 1598 году был построен храм Живоначальной Троицы в Хорошёве, сохранившийся до наших дней.

Храм Живоначальной Троицы в Хорошёве

Несколько раз Хорошёво упоминалось в летописях Смутного времени. Затем усадьба перешла во владение царской семьи Романовых. Царь Алексей Михайлович жил там в царских хоромах и посещал хорошёвскую церковь. Также он любил там заниматься соколиной охотой.
Затем Хорошёво досталось царевне Софье. При ней 1688 году были отстроены заново царские хоромы. После прихода к власти Петра I село было пожаловано его дяде, Мартемьяну Кирилловичу Нарышкину. Вскоре село Хорошёво вновь стало дворцовым имуществом.
В начале XVIII века (в 1735 году) в селе были построены новый конный завод и школа для подготовки ветеринаров. В XIX веке завод был закрыт, а его помещение передано под артиллерийские склады. В конце XIX века в селе появляются небольшие промышленные предприятия. По данным на 1884 год, в селе была 1 недействующая фабрика, 2 лавки, 2 кузницы, 1 трактир.
В советское время в селе был создан колхоз «Заря коммунизма», поставлявший свою продукцию в Москву. Здесь в парниках выращивалась цветная капуста, зелёный лук, листовой салат. В 1930-е годы колхозниками был освоен парниковый комбайн — автоматическое устройство, регулирующее створки окон в теплицах для поддержания нужной температуры. В 1960 году село вошло в состав Москвы. В районе началось массовое жилищное строительство.